# Balaka (stad)
Balaka är en distriktshuvudort i Malawi. Den ligger i distriktet Balaka och regionen Southern Region, i den södra delen av landet. Antalet invånare är 36 308.